# Garnerans
Garnerans est une commune française, située dans le département de l'Ain en région Auvergne-Rhône-Alpes.

## Géographie

### Communes limitrophes
| Crêches-sur-Saône (Saône-et-Loire)       | Cormoranche-sur-Saône       | Bey                    |
|                                          | Garnerans                   | Cruzilles-lès-Mépillat |
| La Chapelle-de-Guinchay (Saône-et-Loire) | Saint-Didier-sur-Chalaronne | Illiat                 |

### Voies de communication et transport
Garnerans se situe près de la D 933 qui permet de rejoindre Laiz au nord et Saint-Didier-sur-Chalaronne au sud.
Le réseau cars.ain.fr dessert deux arrêts dans la commune : Garnerans Village (dans le centre) et Garnerans Gare RD933 grâce aux lignes 114 (Belleville <> Mâcon) et 120 (Belleville <> Bourg-en-Bresse.

### Climat
Pour des articles plus généraux, voir Climat d'Auvergne-Rhône-Alpes et Climat de l'Ain.
En 2010, le climat de la commune est de type climat océanique dégradé des plaines du Centre et du Nord, selon une étude du CNRS s'appuyant sur une série de données couvrant la période 1971-2000. En 2020, Météo-France publie une typologie des climats de la France métropolitaine dans laquelle la commune est dans une zone de transition entre le climat semi-continental et le climat de montagne et est dans la région climatique Bourgogne, vallée de la Saône, caractérisée par un bon ensoleillement (1 900 h/an), un été chaud (18,5 °C), un air sec au printemps et en été et des vents faibles.
Pour la période 1971-2000, la température annuelle moyenne est de 11,6 °C, avec une amplitude thermique annuelle de 18 °C. Le cumul annuel moyen de précipitations est de 803 mm, avec 9,8 jours de précipitations en janvier et 7,1 jours en juillet. Pour la période 1991-2020, la température moyenne annuelle observée sur la station météorologique de Météo-France la plus proche, sur la commune de Baneins à 12 km à vol d'oiseau, est de 12,7 °C et le cumul annuel moyen de précipitations est de 880,2 mm,. Pour l'avenir, les paramètres climatiques de la commune estimés pour 2050 selon différents scénarios d'émission de gaz à effet de serre sont consultables sur un site dédié publié par Météo-France en novembre 2022.

## Urbanisme

### Typologie
Au 1er janvier 2024, Garnerans est catégorisée commune rurale à habitat dispersé, selon la nouvelle grille communale de densité à 7 niveaux définie par l'Insee en 2022.
Elle est située hors unité urbaine. Par ailleurs la commune fait partie de l'aire d'attraction de Mâcon, dont elle est une commune de la couronne,. Cette aire, qui regroupe 105 communes, est catégorisée dans les aires de 50 000 à moins de 200 000 habitants,.

### Occupation des sols
L'occupation des sols de la commune, telle qu'elle ressort de la base de données européenne d’occupation biophysique des sols Corine Land Cover (CLC), est marquée par l'importance des territoires agricoles (88,4 % en 2018), en diminution par rapport à 1990 (89,8 %). La répartition détaillée en 2018 est la suivante : prairies (37 %), zones agricoles hétérogènes (33,9 %), terres arables (17,5 %), zones urbanisées (9,2 %), eaux continentales (1,7 %), milieux à végétation arbustive et/ou herbacée (0,7 %).
L'évolution de l’occupation des sols de la commune et de ses infrastructures peut être observée sur les différentes représentations cartographiques du territoire : la carte de Cassini (XVIIIe siècle), la carte d'état-major (1820-1866) et les cartes ou photos aériennes de l'IGN pour la période actuelle (1950 à aujourd'hui).

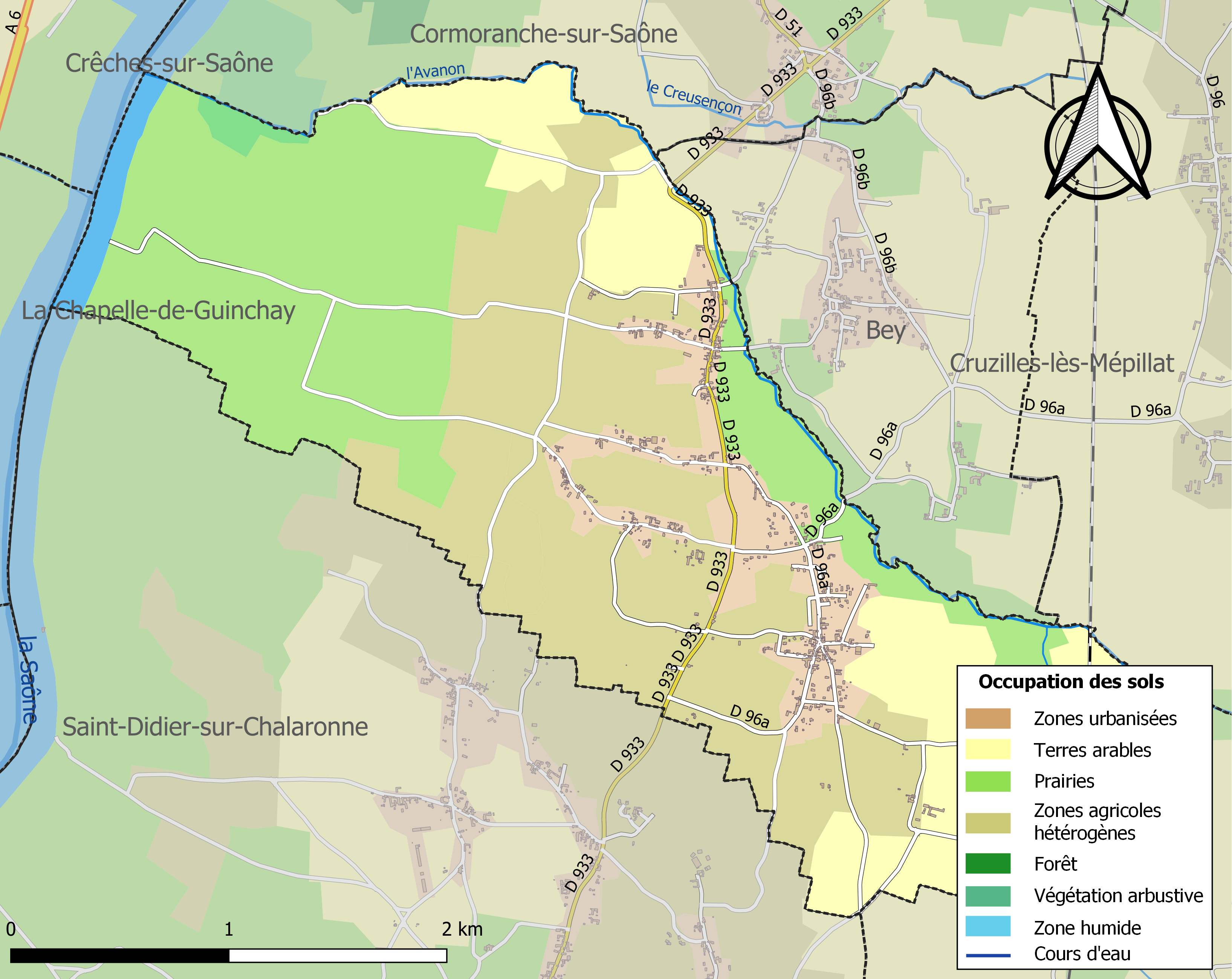
Carte des infrastructures et de l'occupation des sols de la commune en 2018 (CLC).

## Histoire
Garnerans est un toponyme d'origine germanique mais une présence gallo-romaine sur le territoire de la commune est fort probable puisqu'un tronçon de voie pavée a été retrouvé le long des berges de la Saône au lieu-dit Vieux Jonc.[réf. nécessaire]
En 1680, la paroisse de Garnerans est créée par détachement de celle de Bey et Claude Cachet de Montézan, 1er comte de Garnerans, conseiller au Parlement de Dombes, fait construire l'église ainsi que son ancien presbytère.[réf. nécessaire]

## Politique et administration

### Découpage territorial
La commune de Garnerans est membre de la communauté de communes Val de Saône Centre, un établissement public de coopération intercommunale (EPCI) à fiscalité propre créé le 1er janvier 2017 dont le siège est à Montceaux. Ce dernier est par ailleurs membre d'autres groupements intercommunaux.
Sur le plan administratif, elle est rattachée à l'arrondissement de Bourg-en-Bresse, au département de l'Ain et à la région Auvergne-Rhône-Alpes. Sur le plan électoral, elle dépend du canton de Châtillon-sur-Chalaronne pour l'élection des conseillers départementaux, depuis le redécoupage cantonal de 2014 entré en vigueur en 2015, et de la quatrième circonscription de l'Ain pour les élections législatives, depuis le dernier découpage électoral de 2010.

### Administration municipale

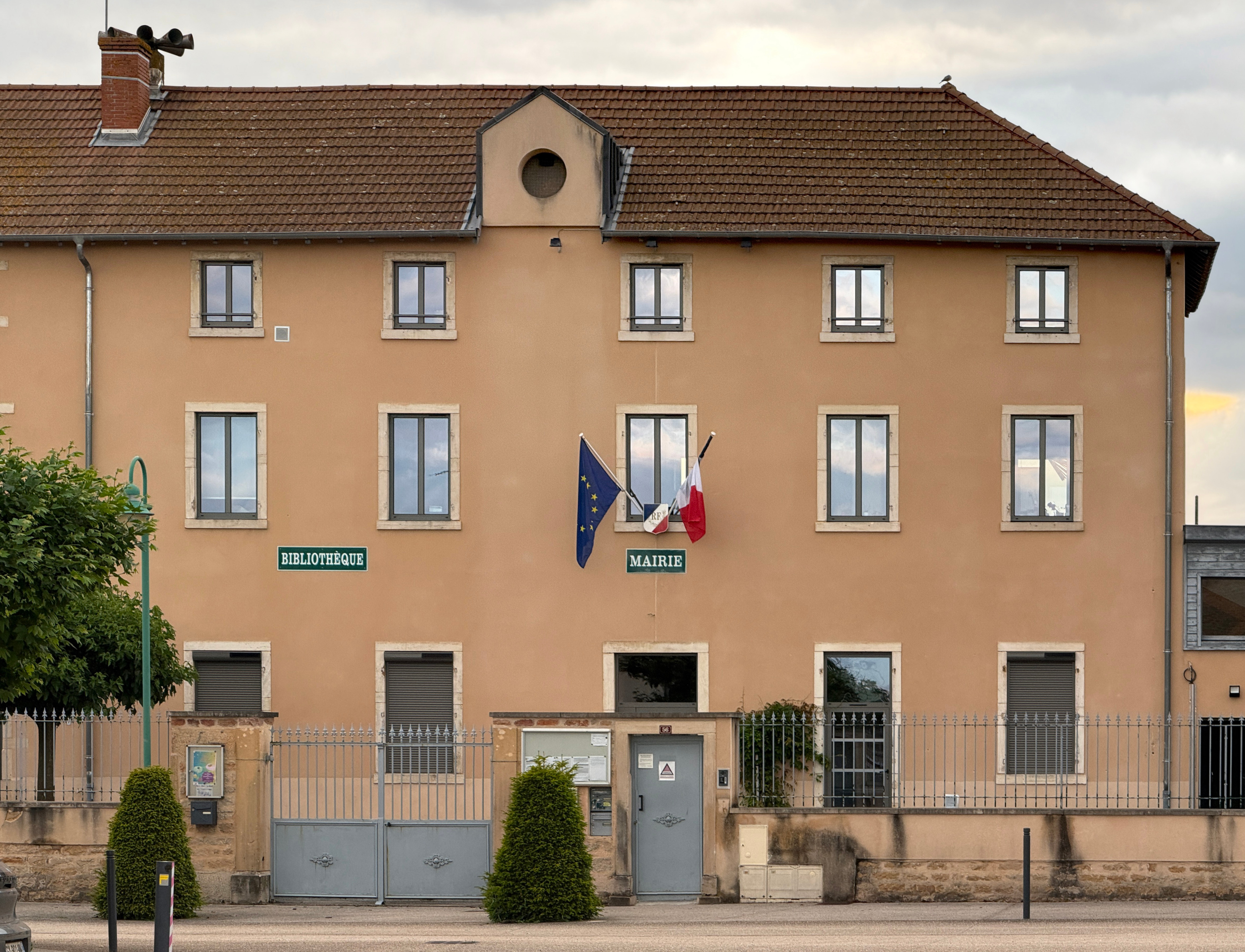
Mairie.

| Période                                  | Période  | Identité            | Étiquette | Qualité           |
| ---------------------------------------- | -------- | ------------------- | --------- | ----------------- |
| 1935                                     | 1941     | Jean-Claude Sollier | SFIO      | instituteur       |
| 1945                                     | 1956     | Jean-Claude Sollier | SFIO      | instituteur       |
| 1995                                     | 2008     | Yves Picard         |           | Réélu en 2001     |
| 2008                                     | 2014     | Christiane Thibert  |           |                   |
| 2014                                     | En cours | Dominique Viot      | SE        | Ingénieur conseil |
| Les données manquantes sont à compléter. |          |                     |           |                   |

## Démographie
L'évolution du nombre d'habitants est connue à travers les recensements de la population effectués dans la commune depuis 1793. Pour les communes de moins de 10 000 habitants, une enquête de recensement portant sur toute la population est réalisée tous les cinq ans, les populations de référence des années intermédiaires étant quant à elles estimées par interpolation ou extrapolation. Pour la commune, le premier recensement exhaustif entrant dans le cadre du nouveau dispositif a été réalisé en 2008.
En 2022, la commune comptait 685 habitants, en évolution de +4,74 % par rapport à 2016 (Ain : +5,15 %, France hors Mayotte : +2,11 %).
| 1793 | 1800 | 1806 | 1821 | 1831 | 1836 | 1841 | 1846 | 1851 |
| ---- | ---- | ---- | ---- | ---- | ---- | ---- | ---- | ---- |
| 672  | 514  | 770  | 860  | 946  | 824  | 856  | 822  | 793  |

| 1856 | 1861 | 1866 | 1872 | 1876 | 1881 | 1886 | 1891 | 1896 |
| ---- | ---- | ---- | ---- | ---- | ---- | ---- | ---- | ---- |
| 771  | 732  | 717  | 643  | 641  | 647  | 617  | 581  | 568  |

| 1901 | 1906 | 1911 | 1921 | 1926 | 1931 | 1936 | 1946 | 1954 |
| ---- | ---- | ---- | ---- | ---- | ---- | ---- | ---- | ---- |
| 589  | 584  | 530  | 479  | 463  | 436  | 420  | 398  | 378  |

| 1962 | 1968 | 1975 | 1982 | 1990 | 1999 | 2006 | 2008 | 2013 |
| ---- | ---- | ---- | ---- | ---- | ---- | ---- | ---- | ---- |
| 394  | 350  | 335  | 376  | 484  | 565  | 623  | 640  | 667  |

| 2018 | 2022 | - | - | - | - | - | - | - |
| ---- | ---- | - | - | - | - | - | - | - |
| 639  | 685  | - | - | - | - | - | - | - |

## Culture et patrimoine

### Lieux et monuments
- Ruines du château de Garnerans. Château des nobles de Garnerans cités depuis la fin du XIe siècle. En 1315, ils font aveu aux sires de Beaujeu[20].
- Église Saint-Jean-Baptiste.
- Châteaux de Romans et de Montgone, tous deux du XVIIIe siècle.

### Personnalités liées à la commune
- Jean Haudry (1934-2023) a vécu dans la commune[21].